# Tomasz Kędziora
Tomasz Karol Kędziora (ur. 11 czerwca 1994 w Sulechowie) – polski piłkarz występujący na pozycji obrońcy w greckim klubie  PAOK Saloniki oraz w reprezentacji Polski.

## Kariera klubowa

### Początki
W wieku zaledwie czterech lat Tomasz Kędziora zaczął uczęszczać na treningi o cztery lata starszego rocznika klubu UKP Zielona Góra trenowanego wówczas przez jego ojca Mirosława. W 2000 roku rozpoczął oficjalnie treningi ze swoim rocznikiem.
W lipcu 2010 roku brał udział, jako zawodnik UKP Zielona Góra, w turnieju finałowym Mistrzostw Polski Juniorów Młodszych. Drużyna wywalczyła brązowy medal, a trenerem drużyny był, wspólnie z Maciejem Góreckim, ojciec Tomasza Kędziory.

### Lech Poznań
Przed sezonem 2010/2011 trafił do ówczesnego mistrza Polski Lecha Poznań. Początkowo był zawodnikiem zespołu Młodej Ekstraklasy „Kolejorza”, w którym w sezonie 2010/2011 rozegrał 20 spotkań, strzelając 2 bramki. Jesienią sezonu 2011/2012 znalazł się w szerokiej kadrze pierwszej drużyny, lecz nadal występował jedynie w Młodej Ekstraklasie, zaliczył 20 występów i strzelił 7 bramek (w tym pięć z rzutów karnych). 20 września 2011 został włączony do kadry Lecha na mecz 1/16 finału Pucharu Polski z Chrobrym Głogów, w spotkaniu jednak nie zagrał. 21 czerwca 2012 podpisał z poznańskim klubem nową, trzyletnią umowę, obowiązującą do 30 czerwca 2015. W pierwszej drużynie „Kolejorza” zadebiutował 12 lipca 2012 w zremisowanym 1:1 spotkaniu I rundy kwalifikacyjnej Ligi Europy z kazachskim Żetysu Tałdykorgan, wchodząc na plac gry w 90. minucie za Bartosza Ślusarskiego. 27 października 2012 zaliczył debiut w Ekstraklasie w przegranym 0:2 meczu 9. kolejki z Jagiellonią Białystok, zmieniając w 62. minucie Huberta Wołąkiewicza. 20 września 2013 w trakcie meczu 8. kolejki Ekstraklasy z Pogonią Szczecin nabawił się kontuzji mięśnia dwugłowego uda i do meczowej „osiemnastki” Lecha wrócił 13 grudnia na spotkanie 21. kolejki z Zawiszą Bydgoszcz. 5 maja 2014 zdobył swojego debiutanckiego gola w najwyższej klasie rozgrywkowej, w wygranym 2:1 spotkaniu 32. kolejki z Zawiszą Bydgoszcz. 21 listopada 2014 podpisał z poznańskim klubem nowy, trzyletni kontrakt, obowiązujący od 1 lipca 2015 do 30 czerwca 2018. W sezonie 2014/2015 zdobył z Lechem Poznań tytuł mistrza Polski, występując w 35 spotkaniach, strzelając 3 bramki i zaliczając 6 asyst.

### Dynamo Kijów
11 lipca 2017, podpisując czteroletni kontrakt, został piłkarzem ukraińskiego Dynama Kijów. Gra na pozycji bocznego obrońcy. Po powrocie z wypożyczenia z Poznania w 2022 roku, jego pierwszym spotkaniem był mecz II rundy eliminacji Ligi Mistrzów przeciwko Fenerbahçe SK, rozgrywany na Stadionie Miejskim im. Władysława Króla w Łodzi.

### Lech Poznań
W marcu 2022 roku dołączył do Lecha, podpisując z nim kontrakt do końca sezonu 2021/2022. Występując w barwach poznańskiego Kolejorza zdobył tytuł mistrza Polski. Po sezonie wrócił do Kijowa.

## Kariera reprezentacyjna

### Reprezentacja U-16
29 października 2009 roku Kędziora został powołany do 18-osobowej kadry reprezentacji Polski U-16 na konsultację szkoleniową i dwa towarzyskie spotkania z rówieśnikami z Rumunii. 11 listopada rozegrał pełne 80 minut w zremisowanym 3:3 meczu (strzelił także jedną z bramek) oraz dwa dni później w rewanżu przegranym 0:1.
10 marca 2010 roku Kędziora został powołany do 18-osobowej kadry reprezentacji Polski U-16 na konsultację szkoleniową i dwa towarzyskie spotkania z Irlandią Północną. W obu spotkaniach Kędziora rozegrał po pełne 80 minut: w zwycięskim 2:0 oraz w zremisowanym 1:1, w którym strzelił bramkę.
31 marca 2010 roku Kędziora został powołany na zgrupowanie reprezentacji Polski U-16 i towarzyski dwumecz z rówieśnikami z Azerbejdżanu, lecz z powodu katastrofy z 10 kwietnia oba spotkania (zaplanowane na 13 i 15 kwietnia) zostały odwołane przez PZPN.
W dniach 16–20 czerwca 2010 roku reprezentacja Polski U-16 brała udział w towarzyskim turnieju im. Wiktora Bannikowa. Kędziora rozegrał pełne 80 minut w każdym z trzech spotkań grupowych: w wygranym 3:2 z reprezentacją Czech (strzelił także jedną z bramek), w przegranym 0:2 z reprezentacją Turcji i w przegranym 0:2 z reprezentacją Rosji, a także w przegranym 0:3 meczu o 7. miejsce z rówieśnikami z Białorusi.

### Reprezentacja U-17
5 sierpnia 2010 roku został powołany, jeszcze jako zawodnik UKP Zielona Góra, do 19-osobowej kadry na towarzyski Międzynarodowy Turniej o Puchar Syrenki. 24 sierpnia Kędziora rozegrał pełne 80 minut w wygranym 1:0 pierwszym spotkaniu tego turnieju z reprezentacją Bułgarii. Nie wiadomo, czy zagrał w przegranym 0:2 drugim meczu grupowym z reprezentacją Danii oraz w przegranym 2:3 meczu o 3. miejsce z reprezentacją Białorusi.
10 września 2010 został powołany, już jako piłkarz Lecha Poznań, do 14-osobowej kadry reprezentacji Polski U-17 na konsultację szkoleniową i dwa towarzyskie spotkania z rówieśnikami z Cypru, lecz nie wiadomo, w których meczach zagrał.
6 października 2010 roku Kędziora został powołany do 20-osobowej kadry reprezentacji Polski U-17 na turniej eliminacyjny Mistrzostw Europy. Kędziora zagrał na pozycji prawego obrońcy po 80 minut we wszystkich trzech meczach: w przegranym 1:2 z reprezentacją Gruzji, w zremisowanym 0:0 z reprezentacją Szwecji oraz w przegranym 0:1 z reprezentacją Anglii.
W dniach 6–10 lutego reprezentacja Polski U-17 brała udział w towarzyskim turnieju w hiszpańskiej La Madze. Kędziora zagrał po pełne 80 minut we wszystkich trzech spotkaniach: w wygranym po rzutach karnych towarzyskim (w regulaminowym czasie mecz zakończył się bezbramkowym remisem) spotkaniu z reprezentacją Norwegii, w przegranym 4:5 po rzutach karnych (w regulaminowym czasie mecz zakończył się bezbramkowym remisem) spotkaniu z reprezentacją Belgii oraz w wygranym w 1:0 towarzyskim spotkaniu z reprezentacją Danii.
13 kwietnia 2011 roku Kędziora zagrał pełne 90 minut w wygranym 4:1 towarzyskim spotkaniu z reprezentacją Anglii U-18.

### Reprezentacja U-18
25 października 2011 roku Kędziora zagrał pełne 90 minut w przegranym 0:2 towarzyskim spotkaniu z reprezentacją Słowenii. Dwa dni później zagrał w zremisowanym 0:0 rewanżowym meczu z rówieśnikami ze Słowenii.
7 marca 2012 roku Kędziora rozegrał pełne spotkanie na pozycji środkowego pomocnika zakończone porażką 0:3 z rówieśnikami z Anglii.
W dniach 23–26 maja 2012 roku reprezentacja Polski U-18 brała udział w towarzyskim turnieju Torneio Internacional de Lisboa. Kędziora zagrał na pozycji środkowego obrońcy po 90 minut we wszystkich trzech spotkaniach: w zremisowanym 1:1 z reprezentacją Stanów Zjednoczonych, w przegranym 1:2 z reprezentacją Portugalii (strzelił także jedyną bramkę dla Polski) oraz w zwycięskim 2:1 z reprezentacją Słowacji.

### Reprezentacja U-19
W reprezentacji Polski U-19, za kadencji trenera Janusza Białka, Kędziora był kapitanem i wykonawcą rzutów karnych.
13 sierpnia 2012 roku Kędziora zagrał pełne 90 minut w zwycięskim 4:3 towarzyskim spotkaniu z reprezentacją Łotwy (strzelił także jedną z bramek). Dwa dni później rozegrał również pełne 90 minut w wygranym 8:1 rewanżowym meczu z rówieśnikami z Łotwy (strzelił dwie bramki).
11 września 2012 roku Kędziora zagrał pełne 90 minut w przegranym 2:3 towarzyskim spotkaniu z reprezentacją Słowenii. Dwa dni później rozegrał również pełne 90 minut w wygranym 6:0 rewanżowym meczu z rówieśnikami ze Słowenii.
8 października 2012 roku Kędziora został powołany do 19-osobowej kadry reprezentacji Polski U-19 na turniej pierwszej fazy eliminacji Mistrzostw Europy. Kędziora zagrał na pozycji środkowego obrońcy po 90 minut we wszystkich trzech meczach: w wygranym 2:0 z reprezentacją San Marino (strzelił także jedną z bramek), w wygranym 5:0 z reprezentacją Malty oraz w przegranym 1:3 z reprezentacją Holandii.
6 listopada 2012 roku Kędziora rozegrał pełne 90 minut w przegranym 0:3 towarzyskim spotkaniu z reprezentacją Cypru. Dwa dni później zagrał 83 minuty w przegranym 2:3 rewanżowym meczu z rówieśnikami z Cypru, został zmieniony przez Marcina Flisa.
21 maja 2013 roku Kędziora został powołany do 23-osobowej kadry reprezentacji Polski U-19 na turniej drugiej fazy eliminacji Mistrzostw Europy. Kędziora zagrał na pozycji prawego obrońcy po 90 minut we wszystkich trzech meczach: w przegranym 0:1 z reprezentacją Hiszpanii, w przegranym 0:2 z reprezentacją Chorwacji oraz w zremisowanym 1:1 z reprezentacją Grecji.

### Reprezentacja młodzieżowa
Kędziora za kadencji trenera Marcina Dorny był kapitanem młodzieżowej reprezentacji Polski.
29 lipca 2013 roku Kędziora został powołany do 20-osobowej kadry reprezentacji młodzieżowej na spotkanie eliminacji Mistrzostw Europy U-21 z reprezentacją Turcji, z powodu kontuzji w samym meczu jednak nie zagrał.
28 sierpnia 2013 roku Kędziora został powołany do 17-osobowej kadry reprezentacji młodzieżowej na spotkanie eliminacji Mistrzostw Europy U-21 z reprezentacją Szwecji oraz towarzyskie Portugalii, w obu meczach jednak nie zagrał.
5 marca 2014 roku Kędziora rozegrał 69 minut w wygranym 5:0 towarzyskim spotkaniu z reprezentacją Litwy, został zmieniony w 70. minucie przez Damiana Dąbrowskiego.
4 czerwca 2014 roku Kędziora rozegrał 29 minut w wygranym 1:0 towarzyskim spotkaniu z reprezentacją Bośni i Hercegowiny, wchodząc na plac gry w 62. minucie za Bartosza Bereszyńskiego.
29 sierpnia 2014 roku Kędziora został powołany do 20-osobowej kadry reprezentacji młodzieżowej na ostatni grupowy mecz w ramach eliminacji Mistrzostw Europy z reprezentacją Grecji, całe spotkanie zakończone porażką 1:3 spędził na ławce rezerwowych.
2 października 2014 roku został powołany do 23-osobowej kadry reprezentacji U-21 na mecze z reprezentacją Włoch i reprezentacją Szwajcarii w ramach towarzyskiego Turnieju Czterech Narodów. Kędziora zagrał 90 minut w obu wygranych po 2:1 meczach.
7 listopada otrzymał powołanie do 22-osobowej kadry reprezentacji U-21 na mecz z reprezentacją Niemiec w ramach towarzyskiego Turnieju Czterech Narodów. Spotkanie zakończyło się porażką 0:2, a Kędziora rozegrał cały mecz na prawej obronie.
27 marca 2015 roku Kędziora rozegrał 90 minut w wygranym 2:1 spotkaniu z reprezentacją Niemiec w ramach Turnieju Czterech Narodów i dzięki temu zwycięstwu reprezentacja Polski została triumfatorem turnieju.

### Reprezentacja seniorska
4 czerwca 2015 roku Kędziora został powołany do 29-osobowej kadry reprezentacji Polski na mecz eliminacji Mistrzostw Europy z reprezentacją Gruzji oraz towarzyskie spotkanie z reprezentacją Grecji. Wygrany 4:0 mecz z Gruzją spędził na ławce rezerwowych.

## Statystyki

### Klubowe
Stan na 22 maja 2022
| Klub               | Sezon              | Liga               | Liga  | Liga   | Liga   | Puchar kraju | Puchar kraju | Puchar kraju | Europa | Europa | Europa | Inne  | Inne   | Inne   | Suma  | Suma   | Suma   |
| Klub               | Sezon              | Liga               | Mecze | Bramki | Asysty | Mecze        | Bramki       | Asysty       | Mecze  | Bramki | Asysty | Mecze | Bramki | Asysty | Mecze | Bramki | Asysty |
| ------------------ | ------------------ | ------------------ | ----- | ------ | ------ | ------------ | ------------ | ------------ | ------ | ------ | ------ | ----- | ------ | ------ | ----- | ------ | ------ |
| Lech Poznań        | 2012/2013          | Ekstraklasa        | 8     | 0      | 0      | 0            | 0            | 0            | 1      | 0      | 0      | 0     | 0      | 0      | 9     | 0      | 0      |
| Lech Poznań        | 2013/2014          | Ekstraklasa        | 14    | 1      | 2      | 0            | 0            | 0            | 2      | 1      | 0      | 0     | 0      | 0      | 16    | 2      | 2      |
| Lech Poznań        | 2014/2015          | Ekstraklasa        | 35    | 3      | 5      | 5            | 0            | 0            | 4      | 1      | 0      | 0     | 0      | 0      | 44    | 4      | 5      |
| Lech Poznań        | 2015/2016          | Ekstraklasa        | 24    | 0      | 0      | 4            | 0            | 1            | 9      | 1      | 0      | 1     | 1      | 0      | 38    | 2      | 1      |
| Lech Poznań        | 2016/2017          | Ekstraklasa        | 36    | 1      | 4      | 7            | 1            | 0            | 0      | 0      | 0      | 1     | 0      | 0      | 44    | 2      | 4      |
| Lech Poznań        | Ogólnie            | Ogólnie            | 117   | 5      | 11     | 16           | 1            | 1            | 16     | 3      | 0      | 2     | 1      | 0      | 151   | 10     | 12     |
| Dynamo Kijów       | 2017/2018          | Premier-liha       | 22    | 1      | 5      | 4            | 0            | 0            | 10     | 0      | 0      | 0     | 0      | 0      | 36    | 1      | 5      |
| Dynamo Kijów       | 2018/2019          | Premier-liha       | 27    | 2      | 3      | 1            | 0            | 0            | 14     | 2      | 1      | 1     | 0      | 0      | 43    | 4      | 4      |
| Dynamo Kijów       | 2019/2020          | Premier-liha       | 27    | 0      | 4      | 3            | 0            | 1            | 8      | 0      | 0      | 1     | 0      | 0      | 39    | 0      | 5      |
| Dynamo Kijów       | 2020/2021          | Premier-liha       | 25    | 1      | 2      | 1            | 0            | 0            | 13     | 0      | 2      | 1     | 0      | 0      | 40    | 1      | 4      |
| Dynamo Kijów       | 2021/2022          | Premier-liha       | 15    | 1      | 0      | 1            | 0            | 0            | 5      | 0      | 0      | 1     | 0      | 0      | 22    | 1      | 0      |
| Dynamo Kijów       | Ogólnie            | Ogólnie            | 116   | 5      | 14     | 10           | 0            | 1            | 50     | 2      | 3      | 4     | 0      | 0      | 180   | 7      | 18     |
| Lech Poznań        | 2021/2022          | Ekstraklasa        | 6     | 1      | 0      | 1            | 0            | 0            | 0      | 0      | 0      | 0     | 0      | 0      | 7     | 1      | 0      |
| Ogólnie w karierze | Ogólnie w karierze | Ogólnie w karierze | 239   | 11     | 25     | 27           | 1            | 2            | 66     | 5      | 3      | 6     | 1      | 0      | 338   | 18     | 30     |

### Reprezentacyjne
Stan na:  15 października 2023
| Reprezentacja U-16                         | Reprezentacja U-16   | Reprezentacja U-16                                      | Reprezentacja U-16        | Reprezentacja U-16 | Reprezentacja U-16 | Reprezentacja U-16 | Reprezentacja U-16 |
| Lp.                                        | Data                 | Miejsce                                                 | Przeciwnik                | Rezultat           | Gol                | Rozgrywki          |                    |
| ------------------------------------------ | -------------------- | ------------------------------------------------------- | ------------------------- | ------------------ | ------------------ | ------------------ | ------------------ |
| 1.                                         | 11 listopada 2009    | Arad                                                    | Rumunia U-16              | 3:3                | Gol                | Mecz towarzyski    |                    |
| 2.                                         | 18 listopada 2009    | Arad                                                    | Rumunia U-16              | 0:1                |                    | Mecz towarzyski    |                    |
| 3.                                         | 23 marca 2010        | Drumaness                                               | Irlandia Północna U-16    | 2:0                |                    | Mecz towarzyski    |                    |
| 4.                                         | 25 marca 2010        | Comber                                                  | Irlandia Północna U-16    | 1:1                | Gol                | Mecz towarzyski    |                    |
| 5.                                         | 16 czerwca 2010      | Makarów                                                 | Czechy U-16               | 3:2                | Gol                | Mecz towarzyski    |                    |
| 6.                                         | 17 czerwca 2010      | Boryspol                                                | Turcja U-16               | 0:2                |                    | Mecz towarzyski    |                    |
| 7.                                         | 19 czerwca 2010      | Boryspol                                                | Rosja U-16                | 0:2                |                    | Mecz towarzyski    |                    |
| 8.                                         | 20 czerwca 2010      | Makarów                                                 | Białoruś U-16             | 0:3                |                    | Mecz towarzyski    |                    |
| Reprezentacja U-17                         |                      |                                                         |                           |                    |                    |                    |                    |
| Lp.                                        | Data                 | Miejsce                                                 | Przeciwnik                | Rezultat           | Gol                | Rozgrywki          |                    |
| 1.                                         | 24 sierpnia 2010     | Stadion Miejski im. Janusza Kusocińskiego, Gostynin     | Bułgaria U-17             | 1:0                |                    | Mecz towarzyski    |                    |
| 2.                                         | 18 października 2010 | Stadion Borysa Paiczadze, Tbilisi                       | Gruzja U-17               | 1:2                |                    | el. ME U-17        |                    |
| 3.                                         | 20 października 2010 | Stadion Micheila Meschiego, Tbilisi                     | Szwecja U-17              | 0:0                |                    | el. ME U-17        |                    |
| 4.                                         | 23 października 2010 | Stadion Micheila Meschiego, Tbilisi                     | Anglia U-17               | 0:1                |                    | el. ME U-17        |                    |
| 5.                                         | 6 lutego 2011        | La Manga                                                | Norwegia U-17             | 0:0                |                    | Mecz towarzyski    |                    |
| 6.                                         | 8 lutego 2011        | La Manga                                                | Belgia U-17               | 0:0 (k. 4:5)       |                    | Mecz towarzyski    |                    |
| 7.                                         | 10 lutego 2011       | La Manga                                                | Dania U-17                | 1:0                |                    | Mecz towarzyski    |                    |
| 8.                                         | 13 kwietnia 2011     | Stadion 1000-lecia Państwa Polskiego, Zawiercie         | Anglia U-18               | 4:1                |                    | Mecz towarzyski    |                    |
| Reprezentacja U-18                         |                      |                                                         |                           |                    |                    |                    |                    |
| Lp.                                        | Data                 | Miejsce                                                 | Przeciwnik                | Rezultat           | Gol                | Rozgrywki          |                    |
| 1.                                         | 25 października 2011 | Stadion Miejski, Legnica                                | Słowacja U-18             | 0:2                |                    | Mecz towarzyski    |                    |
| 2.                                         | 27 października 2011 | Stadion Miejski, Legnica                                | Słowenia U-18             | 0:0                |                    | Mecz towarzyski    |                    |
| 3.                                         | 7 marca 2012         | Alexandra Stadium, Crewe                                | Anglia U-18               | 0:3                |                    | Mecz towarzyski    |                    |
| 4.                                         | 23 maja 2012         | Estádio do Restelo, Lizbona                             | Stany Zjednoczone U-18    | 1:1                |                    | Mecz towarzyski    |                    |
| 5.                                         | 24 maja 2012         | Estádio Nacional, Oeiras                                | Portugalia U-18           | 1:2                | Gol                | Mecz towarzyski    |                    |
| 6.                                         | 26 maja 2012         | Estádio Nacional, Oeiras                                | Słowacja U-18             | 2:1                |                    | Mecz towarzyski    |                    |
| Reprezentacja U-19                         |                      |                                                         |                           |                    |                    |                    |                    |
| Lp.                                        | Data                 | Miejsce                                                 | Przeciwnik                | Rezultat           | Gol                | Rozgrywki          |                    |
| 1.                                         | 13 sierpnia 2012     | Stadion Miejski, Łomża                                  | Łotwa U-19                | 4:3                | Gol                | Mecz towarzyski    |                    |
| 2.                                         | 15 sierpnia 2012     | Stadion Miejski im. Witolda Terleckiego, Grajewo        | Łotwa U-19                | 8:1                | Gol · Gol          | Mecz towarzyski    |                    |
| 3.                                         | 11 września 2012     | Novo mesto                                              | Słowenia U-19             | 2:3                |                    | Mecz towarzyski    |                    |
| 4.                                         | 13 września 2012     | Kočevje                                                 | Słowenia U-19             | 6:0                |                    | Mecz towarzyski    |                    |
| 5.                                         | 9 października 2012  | Plewiska                                                | San Marino U-19           | 2:0                | Gol                | el. ME U-19        |                    |
| 6.                                         | 11 października 2012 | Stadion Główny, Wronki                                  | Malta U-19                | 5:0                |                    | el. ME U-19        |                    |
| 7.                                         | 14 października 2012 | Stadion Główny, Wronki                                  | Holandia U-19             | 1:3                |                    | el. ME U-19        |                    |
| 8.                                         | 6 listopada 2012     | Kuklia                                                  | Cypr U-19                 | 0:3                |                    | Mecz towarzyski    |                    |
| 9.                                         | 8 listopada 2012     | Kuklia                                                  | Cypr U-19                 | 2:3                |                    | Mecz towarzyski    |                    |
| 10.                                        | 5 czerwca 2013       | Stadion Miejski, Gdynia                                 | Hiszpania U-19            | 0:1                |                    | el. ME U-19        |                    |
| 11.                                        | 7 czerwca 2013       | Stadion Miejski im. Kazimierza Deyny, Starogard Gdański | Chorwacja U-19            | 0:2                |                    | el. ME U-19        |                    |
| 12.                                        | 10 czerwca 2013      | Stadion Miejski, Gdańsk                                 | Grecja U-19               | 1:1                |                    | el. ME U-19        |                    |
| Reprezentacja U-21 (stan na 27 marca 2015) |                      |                                                         |                           |                    |                    |                    |                    |
| Lp.                                        | Data                 | Miejsce                                                 | Przeciwnik                | Rezultat           | Gol                | Rozgrywki          |                    |
| 1.                                         | 5 marca 2014         | Stadion Miejski, Białystok                              | Grecja U-21               | 5:0                |                    | Mecz towarzyski    |                    |
| 2.                                         | 4 czerwca 2014       | Stadion Cracovii im. Józefa Piłsudskiego, Kraków        | Bośnia i Hercegowina U-21 | 1:0                |                    | Mecz towarzyski    |                    |
| 3.                                         | 9 października 2014  | Arena Lublin, Lublin                                    | Włochy U-21               | 2:1                |                    | Mecz towarzyski    |                    |
| 4.                                         | 13 października 2014 | Stade de la Fontenette, Carouge                         | Szwajcaria U-21           | 2:1                |                    | Mecz towarzyski    |                    |
| 5.                                         | 18 listopada 2014    | Stadion Miejski im. Floriana Krygiera, Szczecin         | Niemcy U-21               | 0:2                |                    | Mecz towarzyski    |                    |
| 6.                                         | 27 marca 2015        | Ernst-Abbe-Sportfeld, Jena                              | Niemcy U-21               | 2:1                |                    | Mecz towarzyski    |                    |
| Reprezentacja A                            |                      |                                                         |                           |                    |                    |                    |                    |
| Lp.                                        | Data                 | Miejsce                                                 | Przeciwnik                | Rezultat           | Gol                | Rozgrywki          |                    |
| 1.                                         | 13 listopada 2017    | Stadion Energa, Gdańsk                                  | Meksyk                    | 0:1                |                    | Mecz towarzyski    |                    |
| 2.                                         | 23 marca 2018        | Stadion Miejski, Wrocław                                | Nigeria                   | 0:1                |                    | Mecz towarzyski    |                    |
| 3.                                         | 27 marca 2018        | Stadion Śląski, Chorzów                                 | Korea Południowa          | 3:2                |                    | Mecz towarzyski    |                    |
| 4.                                         | 11 września 2018     | Stadion Miejski, Wrocław                                | Irlandia                  | 1:1                |                    | Mecz towarzyski    |                    |
| 5.                                         | 10 października 2018 | Stadion Śląski, Chorzów                                 | Portugalia                | 2:3                |                    | LN 2018/2019       |                    |
| 6.                                         | 15 listopada 2018    | Stadion Energa, Gdańsk                                  | Czechy                    | 0:1                |                    | Mecz towarzyski    |                    |
| 7.                                         | 20 listopada 2018    | Estádio D. Afonso Henriques, Guimarães                  | Portugalia                | 1:1                |                    | LN 2018/2019       |                    |
| 8.                                         | 21 marca 2019        | Ernst-Happel-Stadion, Wiedeń                            | Austria                   | 1:0                |                    | el. ME 2020        |                    |
| 9.                                         | 24 marca 2019        | Stadion Narodowy, Warszawa                              | Łotwa                     | 2:0                |                    | el. ME 2020        |                    |
| 10.                                        | 7 czerwca 2019       | Arena Narodowa, Skopje,                                 | Macedonia Północna        | 1:0                |                    | el. ME 2020        |                    |
| 11.                                        | 10 czerwca 2019      | Stadion Narodowy, Warszawa                              | Izrael                    | 4:0                |                    | el. ME 2020        |                    |
| 12.                                        | 6 września 2019      | Stadion Olimpji Lublana, Lublana                        | Słowenia                  | 0:2                |                    | el. ME 2020        |                    |
| 13.                                        | 9 września 2019      | Stadion Narodowy, Warszawa                              | Austria                   | 0:0                |                    | el. ME 2020        |                    |
| 14.                                        | 10 października 2019 | Stadion Daugava w Rydze, Ryga                           | Łotwa                     | 3:0                |                    | el. ME 2020        |                    |
| 15.                                        | 16 listopada 2019    | Stadion Teddy, Jerozolima                               | Izrael                    | 2:1                |                    | el. ME 2020        |                    |
| 16.                                        | 19 listopada 2019    | Stadion Narodowy, Warszawa                              | Słowenia                  | 3:2                |                    | el. ME 2020        |                    |
| 17.                                        | 4 września 2020      | Stadion Ajaxu, Amsterdam                                | Holandia                  | 0:1                |                    | LN 2020/2021       |                    |
| 18.                                        | 7 września 2020      | Stadion Čelik Zenica, Zenica                            | Bośnia i Hercegowina      | 2:1                |                    | LN 2020/2021       |                    |
| 19.                                        | 11 października 2020 | Stadion Energa, Gdańsk                                  | Włochy                    | 0:0                |                    | LN 2020/2021       |                    |
| 20.                                        | 11 października 2020 | Stadion Miejski, Wrocław                                | Bośnia i Hercegowina      | 3:0                |                    | LN 2020/2021       |                    |
| 21.                                        | 18 listopada 2020    | Stadion Śląski, Chorzów                                 | Holandia                  | 1:2                |                    | LN 2020/2021       |                    |
| 22.                                        | 1 czerwca 2021       | Stadion Miejski, Wrocław                                | Rosja                     | 1:1                |                    | mecz towarzyski    |                    |
| 23.                                        | 8 czerwca 2021       | Stadion Miejski w Poznaniu, Poznań                      | Islandia                  | 2:2                |                    | mecz towarzyski    |                    |
| 24.                                        | 5 września 2021      | San Marino Stadium, Serravalle                          | San Marino                | 7:1                |                    | el. MŚ 2022        |                    |
| 25.                                        | 9 października 2021  | Stadion Narodowy, Warszawa                              | San Marino                | 5:0                | Gol                | el. MŚ 2022        |                    |
| 26.                                        | 15 listopada 2021    | Stadion Narodowy, Warszawa                              | Węgry                     | 1:2                |                    | el. MŚ 2022        |                    |
| 27.                                        | 16 czerwca 2023      | Stadion Narodowy, Warszawa                              | Niemcy                    | 1:0                |                    | mecz towarzyski    |                    |
| 28.                                        | 20 czerwca 2023      | Stadion Zimbru, Kiszyniów                               | Mołdawia                  | 2:3                |                    | el. ME 2024        |                    |
| 29.                                        | 7 września 2023      | Stadion Narodowy, Warszawa                              | Wyspy Owcze               | 2:0                |                    | el. ME 2024        |                    |
| 30.                                        | 10 września 2023     | Arena Kombëtare, Tirana                                 | Albania                   | 0:2                |                    | el. ME 2024        |                    |
| 31.                                        | 12 października 2023 | Tórsvøllur, Thorshavn                                   | Wyspy Owcze               | 2:0                |                    | el. ME 2024        |                    |
| 32.                                        | 15 października 2023 | Stadion Narodowy, Warszawa                              | Mołdawia                  | 1:1                |                    | el. ME 2024        |                    |

## Sukcesy

### Lech Poznań
- Mistrzostwo Polski (2x): 2014/2015, 2021/2022
- Wicemistrzostwo Polski (2x): 2012/2013, 2013/2014
- Superpuchar Polski (2x): 2015, 2016

### Dynamo Kijów
- Mistrzostwo Ukrainy (1x): 2020/2021
- Wicemistrzostwo Ukrainy (3x): 2017/2018, 2018/2019, 2019/2020
- Puchar Ukrainy (2x): 2019/2020, 2020/2021
- Superpuchar Ukrainy (3x): 2018, 2019, 2020

### PAOK FC
- Mistrzostwo Grecji: 2023/24[96]